# Kuzinellus bregetovae
Kuzinellus bregetovae är en spindeldjursart som först beskrevs av Wainstein och Beglyarov 1972.  Kuzinellus bregetovae ingår i släktet Kuzinellus och familjen Phytoseiidae. Inga underarter finns listade i Catalogue of Life.